# Бой у Картахены (1796)
Бой у Картахены 19 декабря 1796 года (англ. Action of 19 December 1796) — одно из морских сражений в время французских революционных войн. Произошло 19 декабря 1796 года у берегов Мурсии, Испания, между двумя британскими фрегатами под командованием коммодора Горацио Нельсона и эскадрой из двух испанских фрегатов под командованием коммодора Дона Джакобо Стюарта, потомка британского королевского дома Стюартов. Нельсону удалось захватить один из испанских фрегатов, но неожиданное появление превосходящих сил противника вынудило его поспешно отступить, бросив свой приз.

## Предыстория
К октябрю 1796 года действия французов вынудили британцев эвакуировать свой средиземноморский флот в Гибралтар. Коммодор Нельсон был отправлен для прикрытия эвакуации британского гарнизона с острова Эльба. Он находился в пути из Гибралтара в Портоферрайо на борту 42-пушечного фрегата HMS Minerve под командованием капитана Джорджа Коберна в сопровождении 32-пушечного фрегата HMS Blanche под командованием капитана де Арчи Престона, заменившего Карла Сойера, осужденного военно-полевым судом за гомосексуальность, когда в 22 часа 19 декабря были замечены два испанских фрегата, идущие со стороны Картахены. Этими фрегатами были 40-пушечная Sabina, флагман коммодора Дона Джакобо Стюарта, потомка Якова II Стюарта, и Matilde, которым командовал Мигель Гастон, позднее командир линейного корабля San Justo в Трафальгарском сражении.

## Сражение
Бой начался в полночь. Minerve открыл огонь по Sabina, в то время как Blanche, следуя приказу Нельсона, начал преследовать Matilde. Sabina сдалась после тяжёлого трёхчасового сражения. Действия её команды Нельсон высоко оценил в своём официальном письме о боевых действиях. Потери на борту испанского фрегата составили 12 убитых и 43 раненых, хотя Нельсон в своём письме называл совсем иную цифру — 164. Она потеряла бизань-мачту, получила повреждения двух других мачт и несколько пробоин корпуса. Minerve, чьи мачты тоже были повреждены, так же как её такелаж и паруса, потеряла 7 человек убитыми и 34 ранеными.
Первый и второй лейтенанты Minerve, Джон Калверхауз и Томас Мастермен Харди с командой из 40 младших офицеров и матросов перешли на борт Sabina, которая была взята на буксир, когда в 4 часа дня показалась Matilde. Нельсон приказал оставить приз и атаковать испанцев. Через полчаса Matilde получила серьёзные повреждения, и англичанам, скорее всего удалось бы захватить и её, но в этот момент в поле зрения появились три других испанских корабля: Principe-de-Asturias (112 пушек), фрегаты Ceres (40 пушек) и Perla (34 пушки). На рассвете эти корабли присоединились к Matilde.
Нельсон, видя, что у него не было шансов на победу отступил, оставив Sabina и её призовую команду. Лейтенант Калверхауз командуя Sabina, пытался уйти от преследования, но, потеряв оставшиеся мачты, вынужден был сдаться. Blanche, находившийся с наветренной стороны атаковал Ceres, нанеся испанскому фрегату серьёзные повреждения, убив 7 и ранив 15 человек. Но когда к нему приблизились остальные испанские корабли Blanche тоже пришлось отступить.

## Результаты
Испанская эскадра гналась за Minerve весь день, и лишь с наступлением темноты отказалась от преследования. Английский фрегат, получив дополнительные повреждения, и потеряв ещё 10 человек ранеными, прибыл в Портоферрайо 27 декабря, за 3 дня до Blanche. 29 января Калверхауз, Харди и моряки из призовой команды Sabina были доставлены в Гибралтар на борту испанского линейного корабля Terrible для обмена пленными. Они вернулись на Minerve по прибытии Нельсона 9 февраля. Во время её отплытия через два дня, за британским фрегатом погнались Terrible и Neptuno, другой линейный испанский корабль. Во время преследования утонул матрос Уильям Барнс.
Сабина была полностью отремонтирована, и находилась в эксплуатации ещё в течение многих лет на Королевском флоте Испании. В 1823 году, переименованная в Constitucion, она входила в отряд Анхеля Лаборде с того самого Ceres, принимавшего участие в сражении 1796 года. Им удалось победить эскадру под командованием коммодора Данелла, который помогал американским повстанцам. В этой битве они захватили два корвета и обратили в бегство остальную часть эскадры: бриг, четыре шхуны и два транспорта.